# Пам'ятник літері «Ӧ»
Пам'ятник літері «Ӧ» — пам'ятник, створений скульптором Олександром Виборовим і встановлений у Сиктивкарі в 2011 році. Автором ідеї пам'ятника виступив Олексій Рассихаєв — співробітник Інституту мови, літератури та історії Комі наукового центру УрВ РАН.

## Історія
За рішенням місцевих жителів, пам'ятник встановили поблизу Центру Комі культури. Відкриття відбулося в день міста Сиктивкара 12 червня 2011 року. Пам'ятник встановлено на перехресті вулиць Першотравневої та Бабушкіна, на майданчику перед Центром Комі культури.

## Опис
Монумент являє собою двометровий камінь вагою дві тонни з вигравіюваною на ньому буквою «Ӧ». Суперечки про те, куди саме встановити монумент, тривали понад півроку. Творіння Виборова пролежало на задньому дворі Національної галереї близько року, хоча на його створення скульптор витратив менше місяця. Адміністрації міста пам'ятник (з фінансової точки зору) обійшовся менш ніж в 50 тисяч рублів.
У 2015 році, через 4 роки після встановлення пам'ятника, на ньому з'явилася іменна табличка, на якій зазначено, що монумент встановлено за ініціативою МОД «Комі войтир». «Ӧ» — це 18-та буква алфавіту комі. Вперше вона була використана для написання слів Г. Ф. Міллером в середині XVIII століття.